# Joseph Faron
Joseph Faron (12 tháng 12 năm 1819 – 19 tháng 11 năm 1881) là quân nhân và vị tướng người Pháp. Ông vốn xuất thân từ tầng lớp lao động và chưa hoàn thành chương trình giáo dục trung học. Ông đạt thành tích xuất sắc ở Sénégal, từng là Quyền Thống đốc Nam Kỳ vào năm 1869–1870, và đóng những vai trò quan trọng qua hai cuộc vây hãm Paris trong và sau Chiến tranh Pháp-Phổ.

## Tiểu sử

### Thân thế (1819–1857)
Joseph Faron chào đời ở Brest, Finistère, vào ngày 12 tháng 12 năm 1819. Ông có xuất thân rất khiêm tốn. Bản thân ông có kỹ năng giao tiếp cá nhân vững vàng, lòng dũng cảm tuyệt vời và trình độ học vấn cơ bản tốt, nhưng không có bằng trung học. Ông gia nhập bộ binh hải quân vào ngày 17 tháng 4 năm 1836, và được bổ nhiệm làm thiếu úy năm 1840, trung úy năm 1843, đại úy năm 1845 và tiểu đoàn trưởng năm 1857.

### Senegal, Guadeloupe và Nam Kỳ (1857–1870)
Faron đặt chân đến Saint-Louis, Senegal vào tháng 10 năm 1857 trên cương vị là tiểu đoàn trưởng chỉ huy một tiểu đoàn bộ binh hải quân. Louis Faidherbe vừa được ủy quyền thành lập một tiểu đoàn lính bộ binh người Senegal và giao Faron phụ trách đội quân mới. Năm 1859, ông thăng cấp cho Faron lên Trung tá, nhưng Faron vẫn phụ trách tiểu đoàn đang tăng quy mô đều đặn. Ông được cấp trên khen ngợi nhờ tài điều binh của mình ở Niomré (1858) và Guémou (1859).
Năm 1862, ông tham gia chuyến viễn chinh Futa Tooro khiến tướng Jean Bernard Jauréguiberry đã ca ngợi ông vì "sự dũng cảm đáng kinh ngạc, những nhiệm vụ quan trọng được chỉ huy với thành công hoàn toàn, lòng nhiệt thành và hoạt động không biết mệt mỏi". Ông chỉ huy tiểu đoàn lính tập người Senegal đầu tiên cho đến năm 1863. Ngày 1 tháng 1 năm 1864, Faron là chỉ huy phân đội thuộc trung đoàn bộ binh hải quân số 2 ở Guadeloupe. Ông được thăng cấp đại tá vào ngày 14 tháng 3 năm 1864. Faron được phong tặng danh hiệu Chỉ huy trưởng Bắc Đẩu Bội tinh vào ngày 27 tháng 7 năm 1867. Ông được đề bạt lên làm thiếu tướng vào ngày 8 tháng 1 năm 1868.
Năm 1869, Faron là tổng tư lệnh hải quân ở Nam Kỳ. Ông kế nhiệm Gustave Ohier làm Quyền Thống đốc Nam Kỳ vào ngày 10 tháng 12 năm 1869, và giữ chức vụ này cho đến khi Alphonse de Cornulier-Lucinière sang đây nhận chức thống đốc. Ông là Quyền Thống đốc Nam Kỳ từ ngày 10 tháng 12 năm 1869 đến ngày 9 tháng 1 năm 1870.

### Chiến tranh Pháp-Phổ và Công xã Paris (1870–1871)
Faron trở lại Pháp khi bắt đầu Chiến tranh Pháp-Phổ vào tháng 7 năm 1870, và được bổ nhiệm lữ đoàn trưởng một lữ đoàn trong quân đoàn số 13 của Tướng MacMahon, dù cho quân đoàn này chưa bao giờ tham chiến thực sự. Sau đó ông được giao quyền chỉ huy một sư đoàn thuộc quân đoàn 1 của Tập đoàn quân số 2 Paris, dưới sự chỉ huy của Tướng Auguste-Alexandre Ducrot. Faron được bổ nhiệm làm Thiếu tướng vào ngày 2 tháng 12 năm 1870. Sư đoàn của ông, bao gồm các trung đoàn phòng tuyến 35 và 42 cùng những trung đoàn khác, liên tục hoạt động tích cực trong các cuộc xung kích bao quanh Paris và bảo toàn vũ khí của mình vào thời điểm đầu hàng.
Trong cuộc vây hãm Paris lần thứ hai, khi thành phố này do lực lượng của Công xã Paris kiểm soát, Faron đã hình thành nên hạt nhân của quân dự bị do Joseph Vinoy chỉ huy. Ông tác chiến ở mặt trận phía nam Paris rồi lần lượt chiếm giữ Moulineaux, ga Clamart và đồn d'Issy. Sư đoàn của ông tiến vào Paris vào ngày 22 tháng 5 năm 1871 từ hướng Grenelle và Vaugirard, tiến quân tới Pont d'Austerlitz và góp phần đánh chiếm Gare de Lyon, Place de la Bastille, Faubourg Saint-Antoine, Place du Trône và Belleville, nơi ẩn náu cuối cùng của cuộc nổi dậy này.

### Cuối đời (1871–1881)
Faron được phong tặng danh hiệu Đại Trưởng quan Bắc Đẩu Bội tinh vào ngày 16 tháng 5 năm 1871. Ở tuổi 57, ông đã là tướng sư đoàn, tổng thanh tra hải quân và cũng rất giàu có nhờ đầu cơ đúng đắn trên sàn chứng khoán. Ông qua đời tại Paris vào ngày 19 tháng 11 năm 1881, thọ 61 tuổi.

## Ấn phẩm
Ấn phẩm của Faron bao gồm:
- Faron, Joseph (10 tháng 9 năm 1870), Place de Paris. 1er secteur. Consigne générale pour la garde nationale et les troupes de toutes armes de service aux remparts, Paris: impr. de Renou et Maulde